# Tryphosa Bates-Batcheller
Tryphosa Bates-Batcheller (1876 – 1952) è stata una cantante lirica statunitense.
È spesso citata insieme a Florence Foster Jenkins: entrambe sono soggette alla critica di essere state tollerate e persino celebrate in pubblico come cantanti in virtù della loro ricchezza e posizione sociale, nonostante la palese mancanza di talento.

## Origini e istruzione
Tryphosa Bates (nome da non sposata) veniva da una famiglia ricca e illustre (i suoi antenati erano giunti in America nel XVII secolo con i primi coloni). Ricevette un'istruzione privata, laureandosi presso il Radcliffe College nel 1899.
Come riporta la Biographical Cyclopedia of U.S. Women, la sua famiglia godeva di una certa influenza nell'area di Boston, e un suo antenato, Joshua Bates, aveva donato 50.000 dollari nel 1853 (e, in seguito, 30.000 volumi) alla città di Boston, per la creazione di una biblioteca pubblica, la Boston Public Library. A quanto pare, si deve a lui il concetto della moderna biblioteca, dove i libri possono venire presi dagli scaffali dai lettori e poi restituiti. La biblioteca pubblica di Boston fu la prima al mondo ad adottare questo sistema, e la sala di lettura principale della biblioteca è stata nominata Bates Hall.

## Carriera musicale
Tryphosa era convinta di avere delle buone doti canore e fu incoraggiata in questo da amici e parenti, giungendo a studiare canto classico con diversi insegnanti famosi, da Giovanni Sgambati, a Blanche e Mathilde Marchesi, a Sir George Henschel, B.T. Lang, Veda, Birboni e Giraudet. Nel 1904 sposò il ricco produttore di scarpe Francis Batcheller e da allora mantenne il suo cognome da nubile nella prima metà del cognome completo da sposata. La coppia lasciò in seguito la casa di origine di Brookfield (Massachusetts) e si stabilì in un appartamento a Parigi.
Sembra che la ricchezza e la posizione sociale di Tryphosa riuscissero a mascherare ogni opinione che insegnanti, impresari e critici nutrivano a proposito della pessima qualità del suo canto, e Tryphosa tenne numerosi concerti privati, talvolta con il compositore Jules Massenet come accompagnatore. I suoi mezzi economici le permisero anche di apparire due volte (nel 1904 e nel 1906) sulla copertina del "Musical Courier'". 

## I viaggi in Europa e in Italia
Instancabile arrampicatrice sociale, la Bates-Batcheller visitò i Paesi europei, e in particolare Italia e Spagna, nell'intento di costruire una vasta rete di relazioni con gli esponenti della nobiltà e con i regnanti. Nel corso dei suoi viaggi, tra il 1906 e il 1913, conobbe personalmente i Savoia e si intrattenne con gran parte dell'aristocrazia italiana dell'epoca.
Fu però ostacolata nelle sue mire dalla fede cattolica: quando tentò di "assaltare" anche l'importante corte (protestante) d'Inghilterra la via le fu preclusa. I suoi energici sforzi nella tessitura di rapporti privilegiati con l'aristocrazia europea sono documentati nei quattro libri di memorie e nel romanzo da lei pubblicati.
Nel 1941 Tryphosa fece ritorno negli Stati Uniti, e, poco dopo, incise un disco a doppia faccia per la stessa etichetta discografica di Florence Foster Jenkins - la newyorkese Melotone. Queste registrazioni si trovavano nella collezione del musicologo e collezionista di dischi Larry Holdridge, e sono rimaste sconosciute al pubblico fino al 2004, quando sono state pubblicate in un compact disc intitolato "The Muse Surmounted" (Homophone 1001). Il libretto edito con il disco contiene una biografia della Bates-Batcheller, oltre a registrazioni e informazioni sulla Jenkins e altri interpreti dello stesso genere, oltre alle fotografie di ciascuno e ad altre informazioni varie. Il disco contiene un elenco di questo genere di incisioni: l'autore, il musicologo Gregor Benko, vi afferma che la Bates-Batcheller fu ancor più “grande” come mediocre cantante di Florence Foster Jenkins. Una recensione della compilation sostiene che “il contributo della Bates-Batcheller alla musica equivale a quello di William McGonagall alla poesia”.

## Opere
- Glimpses of Italian court life; happy days in Italia adorata, Doubleday, Page & company, New York 1906.
- Italian Castles and Country Seats, Longmans, Green & Co., New York 1911.
- Royal Spain of today, Longmans, Green & Co., New York 1913.
- France in sunshine and shadow, Brentano's, New York 1944.
- Ville e Castelli d'Italia, Longanesi 1980.